# 21st Century Boys
21th Century Boys (21世紀少年, 21 Seiki Shonen) és una seqüela del manga 20th Century Boys. L'autor és Naoki Urasawa. Urasawa va decidir posar punt final a 20th Century Boys amb el volum 22, i va reprendre la història sota un nou títol i començant a numerar els capítols des de l'1. Aquesta seqüela tracta la continuació de la mateixa història amb els mateixos personatges, però amb un caire més explicatiu i intentant donar resposta a alguns dels misteris i enigmes plantejats a la preqüela, a la vegada que posa fi a la història.
Els 16 capítols de què consta l'obra foren publicats a la revista Big Comic Spirits de l'editorial Shogakukan, més tard foren recopilats en dos volums de format tankobon. A Espanya, l'obra ha estat publicada per l'editorial Planeta DeAgostini, traduïda al castellà per Marc Bernabé i Verònica Calafell.

## Argument
La història es reprèn immediatament després del festival musical del 2018 organitzat en l'estadi de la Expo a Osaka. En Kenji es retrobarà un cop més amb "Amic", cara a cara, per intentar acabar d'una vegada amb aquest "joc" i salvar la humanitat de l'amenaça d'una bomba antiprotó. Per fer-ho, Kenji haurà d'endinsar-se a una recreació virtual de la seva infantesa i resoldre el gran misteri que envolta el sorgiment d'"Amic".